# NK Istra Pula
NK Istra ist ein kroatischer Fußballverein aus der Stadt Pula in Istrien, nicht zu verwechseln mit NK Istra 1961.

## Geschichte
1947 als NK Pula gegründet, folgte 1961 die Fusion mit dem Stadtrivalen NK Uljanik Pula zum NK Istra Pula. In der jugoslawischen Liga erreichte der Verein dreimal die zweite Liga, 1992 war er eines der Gründungsmitglieder der neuformierten 1. HNL im unabhängigen Kroatien. Nach drei Abstiegen 1997, 2003 und 2009 ist der Verein viertklassig.

## Stadion
Seine Heimspiele trägt der Verein im Stadion Veruda in  Pula aus. Es fasst 3.000 Zuschauer.

## Fans
Die Fangemeinschaft nennt sich Demoni, sie unterstützen kurioserweise aber auch den Stadtrivalen NK Istra 1961.

## Spieler
- Aldo Drosina (0000–1956)
- Tomislav Piplica (1992)
- Igor Pamić (1992–1993)
- Igor Pamić (1992–1993)
- Krunoslav Jurčić (1993–1995)
- Stjepan Tomas (1994–1995)
- Elvis Scoria (1995–1996, 1999–2000)
- Saša Bjelanović (1999–2000)

## Trainer
- Aldo Drosina (19??)
- Igor Pamić (2004–2005)
- Krunoslav Jurčić (2007–2008)